# Раян Костелло
Раян Ентоні Костелло (англ. Ryan Anthony Costello; нар. 7 вересня 1976, Фініксвіль, Пенсільванія) — американський політик-республіканець, член Палати представників США від 6-го виборчого округу штату Пенсільванія з 2015 р.

## Біографія
Народився в сім'ї шкільних вчителів. Він навчався в Урсінус-коледжі (1999), вивчав право в Університеті Вілланова (2002).
Костелло входив до складу Комісії тауншипу Іст-Вінсент в окрузі Честер, штат Пенсільванія, протягом шести років, виконував обов'язки голови Комісії потягом останніх чотирьох років. З 2008 по 2011 рр.. працював реєстратором актів округу Честер. З 2011 по 2015 рр. Костелло був членом складу Комісії округу Честер, очолював Комісію з 2013 по 2015 рр.
Одружений, має двох дітей. Родина живе у Вест-Честері.